# Chatały
Chatały – część wsi Dobra w Polsce położona w województwie podkarpackim, w powiecie przeworskim, w gminie Sieniawa, w sołectwie Dobra
W latach 1975–1998 miejscowość położona była w województwie przemyskim.
Chatały obejmują 10 domów.